# Константин Кехайов (Бунархисар)
Вижте пояснителната страница за други личности с името Константин Кехайов.
Константин Димитров Кехайов е български революционер, деец на Вътрешната македоно-одринска революционна организация.

## Биография
Кехайов е роден в 1860 година в град Бунархисар, тогава в Османската империя. Брат е на Георги Кехайов, също деец на ВМОРО. Присъединява се към ВМОРО още в 1899 година и работи като легален деец. През юни 1900 година при избухването на Керемидчиоглувата афера, обхванала целия Бунархисарски революционен район, Кехайов е принуден да стане нелегален и специалния съд в Одрин го осъжда на доживотен затвор. През април 1903 година влиза в четата на Георги Кондолов в Малкотърновския революционен район и взима участие в конгреса на Петрова нива, където се определя датата за обявяване на въстание. От конгреса е зачислен за четник в четата на велишкия войвода Стоян Петров, с когото действа през Илинденско-Преображенското въстание в Лозенградския революционен район. Взима участие при нападението на гарнизона в село Инджекьой, при което разрушават казармата и разпръсват войниците, като османците дават много жертви, а българите един човек. През октомври 1903 година при прегрупирането на въстаническите отряди е зачислен в четата на Иван Варналиев, с когото взима участие при нападението на Мусакьойския пограничен пост и след това в сражението с войска в местността Папката при село Кладира, където четата взима доста трофеи.
След въстанието Кехайов емигрира в Свободна България заедно с цялото си семейство. Всичкия му имот в Бунархисар е конфискуван.
На 1 април 1943 година, като жител на село Горни Близнак, Варненско, подава молба за българска народна пенсия, която е одобрена и пенсията е отпусната от Министерския съвет на Царство България.